# Papahānaumokuākea Marine National Monument
O Papahānaumokuākea Marine National Monument ou Monumento Nacional Marinho Papahānaumokuākea (antes designado como Northwestern Hawaiian Islands Marine National Monument ou Monumento Nacional Marinho das Ilhas Havaianas do Noroeste) é a maior área marinha protegida do mundo. O seu  nome em Língua havaiana, Papahānaumokuākea — escolhido pelos residentes deste estado — reflecte as tradições e mitos havaianos relacionados com o aparecimento das ilhas. De acordo com as tradições folclóricas, Papahanaumoku é a deusa que deu à luz as ilhas; o seu marido era Wakea. A área foi nomeada pelo programa televisivo dos EUA Good Morning America e pelo jornal USA Today como uma das "Novas Sete Maravilhas do Mundo".
O Monumento natural serve de habitat a 7 000 espécies, um quarto das quais são endémicas.  Entre as mais relevantes podemos citar a Tartaruga-verde e a foca-monge-do-havaí, espécie em perigo de extinção,  as aves Telespiza cantans, Telespiza ultima, Acrocephalus familiaris kingi, Anas laysanensis (pato-de-laysan), aves marinhas como o albatroz-de-laysan, numerosas espécies de plantas, incluindo as palmeiras Pritchardia, e muitas espécies de artrópodes. De acordo com o Serviço Nacional de Pescas Marinhas (NOAA National Marine Fisheries Service), as populações de lagosta-espinhosa não recuperaram das mudanças no seu ecossistema oceanográfico, que afectaram o Pacífico Norte no final da década de 1980 e início da década de 1990, o que tem como consequência uma redução na população de muitas outras espécies, incluindo aves marinhas e focas-monge. De acordo com a proclamação, a pesca comercial deverá terminar em 2011. A área será então promovida a destino turístico, onde os visitantes poderão efectuar actividades como pesca desportiva, actividades de mergulho, etc.